# Charles Austin
Charles Austin (* 19. Dezember 1967 in Bay City, Texas) ist ein ehemaliger US-amerikanischer Leichtathlet, der 1991 in Tokio Weltmeister und 1996 in Atlanta Olympiasieger im Hochsprung wurde.

## Erfolge
- 1991: Weltmeister (2,38 m)
- 1992: 8. Platz Olympische Spiele
- 1995: Teilnahme Weltmeisterschaften (im Vorkampf ausgeschieden)
- 1996: Olympiasieger (2,39 m)
- 1997: Teilnahme Weltmeisterschaften (im Vorkampf ausgeschieden), Hallenweltmeister (2,35 m)
- 1999: 8. Platz Weltmeisterschaften
- 2000: Teilnahme Olympische Spiele (im Vorkampf ausgeschieden)
- 2001: 10. Platz Weltmeisterschaften, 11. Platz Hallenweltmeisterschaften
- 2003: 10. Platz Hallenweltmeisterschaften

## Persönliche Bestleistungen
- Hochsprung: 2,40 m, 1991